# 新SD戦国伝 地上最強編
新SD戦国伝 地上最強編（しんエスディーせんごくでん ちじょうさいきょうへん）は、武者ガンダムシリーズの第4作である。

## 概要
プラモデルBB戦士の組立説明書に掲載されている漫画『コミックワールド』と、『デラックスボンボン』誌(1992年3月号～1993年3月号)上で掲載された『SD武者ガンダム風雲録』で展開された。
前作「SD戦国伝 天下統一編」で一旦区切りがついた物語から仕切り直し、本作からは「新SD戦国伝」となっている。前作まで特に名称のなかった頑駄無軍団の国に天宮＜アーク＞の名が与えられ、加えて従来のシリーズより武者精太の父の武神頑駄無の故国としてプロフィール上で名前が語られていた隣国・影舞乱夢＜エイブラム＞、さらに赤流火穏＜アルビオン＞といった国も登場し、世界観の広がりを見せている。物語は四部構成になっており、影舞乱夢・天宮・赤流火穏それぞれの国の頑駄無の活躍と、彼らが集結した最終章を描く。前作より後の時代という設定であるが、具体的な年数は言及されていない。ただし、雑誌「ホビージャパン」1998年12月号で、「天下統一編」から「ムシャ戦記 光の変幻編」までのストーリーは2世紀強が経過しているとの発表があり、各武者シリーズの時間経過（「天下統一編」から「SD戦国伝 風林火山編」までは45年、刕覇大将軍は事の発端から100年経過など）からの逆算は可能である。なお、「BB戦士三国伝」の舞台は影舞乱夢のより後の時代に相当する物語であり、影舞乱夢は大陸「三璃紗（ミリシャ）」における初の国家であるという位置づけに再解釈がなされている。
BB戦士では各国の頑駄無の武器等が合体するなど、各キャラクターの連動性が強調されている。また本作以降、元祖SDガンダムで武者シリーズは発売されなくなった。
登場人物は主に『機動戦士ガンダム0083 STARDUST MEMORY』『機動戦士ガンダムF91』『モビルスーツバリエーション』などのキャラクターや兵器がモデルになっている。
天宮は戦国時代の日本、影舞乱夢は唐土（中国）、赤流火穏は天竺（インド）をモチーフとしている。また、国の名前はそれぞれ「ガンダムシリーズ」に登場した戦艦の名前が由来となっており、影舞乱夢がエイブラム、天宮がスペース・アーク、赤流火穏がアルビオンとなる。

## あらすじ
第一章 竜虎、相まみえる!
影舞乱夢＜エイブラム＞はある日突然出現した3つの黒い太陽とほぼ時を同じくして現れた黄虎賊＜オウコゾク＞を名乗る集団によって、天下の乱れる凶兆とされる赤い十字星の下で荒廃の一途を辿っていた。
かつて影舞乱夢を治めていた龍帝の子孫である白龍頑駄無は和魂＜ニキダマ＞を携え単身黄虎賊と戦っていたが、赤龍頑駄無と共に義勇軍を組織している青龍頑駄無に出会い、自らも義勇軍の一員として共に戦うことを決意する。そして旅商人を名乗る臥龍頑駄無から3頭の龍馬を譲り受け、白龍達は黄虎賊との決戦に挑む。しかし黄虎賊首領・黄虎璽＜オウコジオング＞の力は絶大であり、義勇軍は窮地に陥る。そのとき3頭の龍馬は天龍馬に合体。白龍、青龍、赤龍は天龍馬と共に黄虎璽を討つ。
白龍達三人は黄虎璽が断末魔に残した「あの方」を追って、天龍馬に導かれるまま飛び立つのだった……。
第二章 大蛇飛駆賽虫の襲来!
かつて頑駄無大将軍によって統治されていた天宮＜アーク＞では空に赤い十字星が輝く日に巨大竜巻が起こり、次々に街が壊滅すると言う事件が発生、天宮は壊滅状態に陥っていた。
不論帝悪村＜フロンティアむら＞で日々修行に明け暮れていた正義感の強い若武者、衛府弓銃壱＜エフキュウジュウイチ＞とその幼なじみ激闘頑駄無＜ヘビーガンダム＞、全武装頑駄無＜フルアーマーガンダム＞は一連の事件から村を守るために立ち上がる。ある日、猛者一族に襲われた新慈絵丸＜ネオジェガン＞の依頼に応じ里武守村＜ザムスむら＞の鉱夫達を助けたことから和魂を巡る戦いに巻き込まれていく。そして爆火炉忍亜山＜バビロニアさん＞山頂にて一連の事件の首謀者・大蛇飛駆塞虫＜オロチビグザム＞と対峙した3人は、謎の声の導きにより完成した最強破壊砲＜グレートバスターキャノン＞により大蛇飛駆塞虫を討つ。
正体を明かした声の主・新慈絵丸は封印されていた洞窟を開放すると和魂を3人に託し、世の災いを打ち消すよう告げる。洞窟の先で彼らを待つものは……。
第三章 地獄牙兄弟の反乱
赤流火穏＜アルビオン＞の空に赤い十字星が現れた翌日、領主である鐘馗頑駄無が行方不明となってしまう。
鐘馗頑駄無の長男である阿修羅頑駄無は弟の仁王頑駄無、父の側近だった不知火頑駄無と共に謎の矢文に従って父の生家へと向かう。その途中、父の部下だった地獄牙兄弟＜ベルガきょうだい＞の反乱を知るが矢文のままに都臨屯の街＜トリントンのまち＞へと向かい、父の使者を称する龍・牙髄＜リ・ガズイ＞と出会い新たな力と和魂を託される。そして軍勢を整えた阿修羅達は赤流火穏を取り戻すべく武里守勉城＜ブリスベンじょう＞へと進撃し、遂に地獄牙兄弟を討ち鐘馗を奪還する。
しかし断末魔の地獄牙は黒守暴穏島＜クロスボーンとう＞（クロスボーン・バンガード）にいる黒幕の存在をほのめかし、龍・牙髄の行動は鐘馗の指示ではなかった。阿修羅が黒守暴穏島へ向かうことを決意した瞬間、阿修羅、仁王、不知火の持つ盾が合体し船のような巨大な盾・光輝の楯に変形した。光輝の楯に乗った3人は一路黒守暴穏島へと旅立つ。
第四章 地上最強の決戦!
臥龍、新慈絵丸、龍・牙髄の3人は光の化身、頑駄無大光帝の家臣「光の三人衆」であった。大光帝復活のために各地に散らばり、和魂を託す勇者を探索していたのである。一方大光帝と対を成す闇の化身、闇大帝頑駄無も同様に「闇の三人衆」を用いて各地の争乱に暗躍し、荒魂による自らの復活を企てていた。
白龍、青龍、赤龍、衛府弓銃壱、激闘、全武装、阿修羅、仁王、不知火は光の三人衆によって大光帝そして闇大帝の封印された黒守暴穏島へと集結。闇の三人衆によって復活した闇大帝に対し大光帝を復活させる。激烈を極めた光と闇の戦いは、やがて闇大帝を捕らえた大光帝が太陽へとその身を投げ打ち両者を消滅させる。
その後黒守暴穏島を中心に3つの国へ向かう道が現れ、三国の勇者はそれぞれの国へと帰って行く。この道は平和になった3つの国が互いに国交を深めていく礎となるのだ。

## 登場人物
括弧内はモチーフとなった兵器・キャラクター。ただし、モチーフについて公式には発表されていないので諸説ある。

### 第一章

#### 義勇軍
白龍頑駄無＜ハクリュウガンダム＞（ガンダムGP01Fb）
第一章の主人公。かつて影舞乱夢を治めていた龍帝の子孫。文武両道の武人で、先祖伝来の双龍刀から多彩な技を繰り出す。双龍刀は両手に持つ他、盾を介して両腕に装備することもできる。影舞乱夢の征服を目論む黄虎賊と戦っていた。戦いの中で義勇軍と出会い、共に打倒黄虎賊の為に戦うこととなる。モデルは劉備。
続編「新SD戦国伝 伝説の大将軍編」において影舞乱夢国主頑駄無白龍大帝となる。
武器
双龍刀
必殺技/龍牙斬＜リュウガザン＞、金剛破空斬＜コンゴウハクウザン＞、怒龍十字斬＜ドリュウジュウジザン＞
BB戦士 No.97/双龍刀を2通りに装備。鎧の着脱で軽装タイプになる。龍馬・白に騎乗可能。「白」の旗は説明書の一部を切り抜いて取り付ける。龍馬・白の口から弾丸を発射。
青龍頑駄無＜セイリュウガンダム＞（ガンダムGP02）
龍帝に仕える龍牙一族の生き残り。黄虎賊に一族を滅ぼされ、復讐のため義勇軍に加わる。龍帝の子孫である白龍を義勇軍へ案内した。義勇軍の副頭目であり、頭目の赤龍とは義兄弟の契りを交わしている。大男。モデルは関羽。
続編「伝説の大将軍編」において蒼龍頑駄無となる。
武器
断烈刀/青龍砲/逆鱗の楯
必殺技/烈風斬＜レップウザン＞
BB戦士 No.98/設定通りの武器を装備。鎧の着脱で軽装タイプになる。龍馬・蒼に騎乗可能。「青」の旗は説明書の一部を切り抜いて取り付ける。青龍砲から弾丸を発射。
赤龍頑駄無＜セキリュウガンダム＞（レッドウォーリア）
黄虎賊に対抗する義勇軍の頭目。軍師として能力が高いだけではなく、自らもすばやい動きを駆使して先陣を切って戦う。モデルは張飛 。
白龍・青龍とは違い出自など過去の経歴一切が謎に包まれている異国武者（影舞乱夢以外の出身という所までは公式で解かっている）である。ただし、設定としてブリティス王国の円卓の騎士、麗騎士レッドウォーリアと顔見知りである事から、麗騎士の血縁であるスダ・ドアカワールド及びその近辺の出自者であるという信憑性の高い推測が成り立つ。
続編「伝説の大将軍編」において紅龍頑駄無となる。
武器
火炎戟/赤龍砲
必殺技/灼熱弾＜シャクネツダン＞
BB戦士 No.99/設定通りの武器を装備。鎧の着脱で軽装タイプになる。龍馬・紅に騎乗可能。「赤」の旗は説明書の一部を切り抜いて取り付ける。赤龍砲から弾丸を発射。軽装タイプに外装を外した赤龍砲を持たせることでレッドウォーリアになる。
天龍馬＜アーガマ＞（アーガマ）
臥龍頑駄無から譲られた3体の龍馬、白＜ビャク＞、蒼＜ソウ＞、紅＜クレナイ＞が合体した龍馬。白龍、青龍、赤龍の3人が同時に乗れるほど巨大であり、頑駄無大光帝も騎乗する。
黒守暴穏島の決戦後は3人の元に戻り、その後も影舞乱夢王族の馬として彼らに従う。
必殺技/翔破天誅弾＜ショウハテンチュウダン＞
璽武砲弐＜ジムキャノンツー＞（ジム・キャノンII）
義勇軍に集った砲兵。
力闘璽武＜パワードジム＞（パワード・ジム）
義勇軍の兵士。長刀を用いた格闘戦に長ける。
臥龍頑駄無＜ガリュウガンダム＞（νガンダム）
義勇軍に協力を申し出た旅商人。白龍らの志を認めて3頭の龍馬を託す。モデルは諸葛亮。
臥龍頑駄無（正体）
頑駄無大光帝に仕える光の三人衆の1人。黄虎賊を倒し黒守暴穏島へと飛び立つ白龍達三人を見届けた。

#### 黄虎賊
黄虎璽＜オウコジオング＞（ジオング）
影舞乱夢を荒らし回る黄虎賊の首領。龍帝にまつわる一族を抹殺し、影舞乱夢征服を目論む。下半身が虎の姿をしている。
武器
邪獣剣＜じゃじゅうけん＞
必殺技/爆砕雷撃弾＜バクサイライゲキダン＞
毒激＜ドクゲルググ＞（高機動型ゲルググ）
黄虎賊四大頭目の1人。毒使い。全身のいたる所に毒を仕込んだ隠し武器を装備する。
鎌厄＜カマヤクト＞（ヤクト・ドーガ）
黄虎賊四大頭目の1人。素早い身のこなしで偵察任務を得意とする。真空刀という２本の大鎌を振るう。短時間なら飛行も可能で、カマイタチで攻撃する。
地悪＜ジオ＞（ジ・O）
黄虎賊四大頭目の1人。常に頑丈な甲冑を纏っている。左手の邪手甲を用いた地中からの攻撃を得意とする。
幻殺＜ゲンザク＞（高機動型ザクII後期型）
黄虎賊四大頭目の1人。幻術使い。力よりも頭を使って策を弄する作戦を得意とする。妖鬼刀という武器を使う。
鬼＜ギラ＞（ギラ・ドーガ）
黄虎賊の雑兵。金棒には複数のくないが仕込まれており、打撃と投擲の両方に威力を発揮する。背中にはミサイルランチャーを装備しているなど、戦闘力は意外と高い。
土鬼＜ドギラ＞（ギラ・ドーガ改）
地悪専属の配下。地悪と同様に地中での作戦を得意とし、強固な甲冑を纏う。剣と肩にある掘削ハンドが主武器。

### 第二章

#### 不論帝悪村の若武者
武者衛府弓銃壱＜ムシャエフキュウジュウイチ＞（ガンダムF91）
第二章の主人公。天宮の西南地方にある不論帝悪村の若武者。猛者一族や大蛇飛駆塞虫から村を守るため、幼馴染の激闘・全武装と共に立ち上がる。剣術だけでなく弓術にも長けている。長い戦国伝の歴史の中でも唯一の左利きの武者頑駄無である。漫画『SD武者ガンダム風雲録』では大蛇飛駆塞虫との戦いで右手を潰され、左利きに転向するエピソードがある。
通常の武勇形態から、光乱散破天＜ビームランチャー＞のパーツを装備して機動力を向上させた強化形態に、さらに激闘の持つ機動力強化武具を装備して最強形態となる。和魂入手後は光の盾に装着している。
続編「伝説の大将軍編」において烈光頑駄無となり、引き続き主人公を務める。
武器
豪嵐剣/厳命の弓/光乱散破天/光の盾
BB戦士 No.101/設定通りの武器を装備。鎧の着脱で軽装タイプ、強化形態となり、更にNo.102武者激闘頑駄無のパーツを使って最強形態となる。厳命の弓、光乱散破天から弾丸を発射。製作陣の意思疎通がうまくいかなかったのか、パッケージイラストは左手に盾、右手に刀を持つ。烈光のキットのイラストでは左に刀を持っている。
武者激闘頑駄無＜ムシャヘビーガンダム＞（ヘビーガンダム）
衛府弓銃壱らの幼馴染。素早さを活かした一撃離脱戦法を得意とする。負けん気が強く口は悪いが、それは照れ隠しであり、本当は心優しい性格である。刀と銃を操る力自慢。
鎧の組み換えで砲撃能力を向上させた強化形態、さらに全武装の持つ攻撃力強化武具を装備し、機動力強化武具を弓銃壱に装備させて最強形態となる。
続編「伝説の大将軍編」において雷刃頑駄無となる。
武器
氷雷剣/光砲＜ビームキャノン＞/盾
BB戦士 No.102/設定通りの武器を装備。鎧の着脱で軽装タイプ、強化形態となり、更にNo.103武者全武装頑駄無のパーツを使って最強形態となる。光砲から弾丸を発射。
武者全武装頑駄無＜ムシャフルアーマーガンダム＞（フルアーマーガンダム）
衛府弓銃壱らの幼馴染。冷静沈着で曲がったことが大嫌いな真面目な性格。常にリーダー格の衛府弓銃壱をサポートする。皆炭鉱で鍛えている。
鎧の組み換えで格闘戦能力を向上した強化形態、さらに激闘の持つ格闘能力強化武具を装備して最強形態となる。
続編「伝説の大将軍編」において風刃頑駄無となる。
武器
鋼炎剣/光砲＜ビームキャノン＞/二連光砲＜ツインビームキャノン＞/頑強の盾/パワーハンド/パワーソード
BB戦士 No.103/設定通りの武器を装備。鎧の着脱で軽装タイプ、強化形態となり、更にNo.102武者激闘頑駄無のパーツを使って最強形態となる。光砲から弾丸を発射。
最強破壊砲＜グレートバスターキャノン＞
衛府弓銃壱の光乱散破天と激闘・全武装の光砲が合体した巨大な大砲。射撃のためには3人で担ぐ。頑駄無大光帝は片手で扱う。
黒守暴穏島の決戦後は3人の元に戻るが、分離状態も含めその後使うことは無かった。
必殺技/結界弾

#### 里武守村の鉱夫
巨砲＜ジーキャノン＞（Gキャノン）
里武守村の鉱夫。背中の大砲は本来は坑道掘削用だが、武器としても使用できる。
重銃＜ヘビーガン＞（ヘビーガン）
里武守村の鉱夫。落盤防止用の楯を持つ。
新慈絵丸＜ネオジェガン＞（ジェガン）
巨砲、重銃と共に金を掘っていた鉱夫。猛者一族の襲撃を受け、衛府弓銃壱らに助けを求めた。
新慈絵丸（正体）
頑駄無大光帝に仕える光の三人衆の一人。大蛇飛駆賽虫に苦戦する衛府弓銃壱らに最強破壊砲のヒントを与えた。その後3人に和魂を託し、黒守暴穏島に向かう洞窟へと誘う。

#### 大蛇飛駆塞虫一党
大蛇飛駆塞虫＜オロチビグザム＞（ビグ・ザム）
凶兆とされる赤い十字星が夜空に輝く時、天宮に八つの災害を巻き起こして爆火炉忍亜山に出現した怪物。自分に逆らう者は容赦なく叩き潰す残忍な性格。8つの頭部からは、それぞれ炎、吹雪、雷などを繰り出す。その正体は、天魔大帝の分身の1つであることが後に『ムシャ戦記 光の変幻編』において判明する。
九尾犬＜バウンドドック＞（バウンド・ドック）
大蛇飛駆塞虫の配下。和魂を探している。九本の尾を使った攻撃と幻術を得意とする。

#### 猛者一族
猛者飛銀＜モサビギナ＞（ビギナ・ギナ）
猛者一族の頭領。基本的に間抜けな性格。猛者一族は強者集団ではあるが、盗賊紛いの悪事を働くことも多く、衛府弓銃壱らとは幾度も戦ってきた宿敵同士。
和魂を求めて里無守村の鉱夫を襲い、九尾犬を追って爆火炉忍亜山頂に攻め入るも返り討ちに遭い倒れる。
猛者射鋭＜モサイルス＞（ダギ・イルス）
猛者一族の副頭領。空中からの素早い動きで敵を翻弄する。猛者飛銀ですら呆れるほどの大口を叩くことがあるのが玉にキズ。
猛者電殴＜モサデナン＞（デナン・ゾン）
猛者一族の足軽。なぜか皆一様に能天気。電気ショックを与える電撃刀を武器に持つ。

### 第三章

#### 赤流火穏王国軍
阿修羅頑駄無＜アシュラガンダム＞（ガンダムF90）
第三章の主人公。赤流火穏の第一王子。地獄牙兄弟の反乱で行方不明になった父・鐘馗頑駄無の捜索を行う。自分に厳しく、日々鍛錬を怠らない努力家で、立派な父の跡継ぎにふさわしい人物になろうと精進している。
龍・牙髄に託された和魂を神威の槍に装着し斧とする。更に和魂の力により背面の武器腕＜メカニアーム＞を展開した阿修羅王モードになる。
続編「伝説の大将軍編」において王位を継承し頑駄無阿修羅王となる。
武器
神威の槍/荒神剣/短剣/神火の楯
必殺技/業火召輪斬
BB戦士 No.104/設定通りの武器を装備。鎧の着脱で軽装タイプ、阿修羅王モードとなる。背面のウイングはスプリングアクションにより展開。
仁王頑駄無＜ニオウガンダム＞（ガンダムF90II）
赤流火穏の第二王子。兄と共に父を捜索する。新しい物好きの楽天家で古いことにこだわらない大らかな性格である。
長身の銃遠方雷威銃＜ロングライフル＞は前後に分離し2丁の銃対雷威銃＜ツインライフル＞に。龍・牙髄に与えられた法力により武器鳥モード＜メカニバードモード＞になる。
続編「伝説の大将軍編」において飛鳥頑駄無となる。
武器
凌駕の槍/怒涛剣/遠方雷威銃・対雷威銃/飛鳥の楯
必殺技/激刃迫撃斬
BB戦士 No.105/設定通りの武器を装備。鎧の着脱で軽装タイプとなる。武器鳥モードに変形。対雷威銃から弾丸を発射（遠方雷威銃の基部側1丁のみ）。
不知火頑駄無＜シラヌイガンダム＞（ガンダムMk-V）
鐘馗頑駄無の側近。王子たちと行動を共にする。伝統や格式を重んじ政治の作法を心得ている。身分の低い家柄の出身であるが、それゆえ下積みの大切さを知っている。
龍・牙髄に与えられた法力により武器獣モード＜メカニマルモード＞になる。
続編の「伝説の大将軍編」において翔破頑駄無となる。
武器
炎の斧/凄烈剣/火炎乱散破天＜フレイムランチャー＞/翔破の楯
必殺技/轟破旋烈斬
BB戦士 No.106/設定通りの武器を装備。鎧の着脱で軽装タイプとなる。武器獣モードに変形。火炎乱散破天から弾丸を発射。
三位一体モード＜トリプルスクラムモード＞
阿修羅王モードの阿修羅、武器鳥モードの仁王、武器獣モードの不知火が合体した姿。地獄牙兄弟との決戦に際し行使した。
必殺技/業火猛襲弾
BB戦士 No.104～106を揃えることで完成。光輝の楯に乗せることもできる。
光輝の楯
阿修羅の神火の楯、仁王の飛鳥の楯、不知火の翔破の楯が和魂の力で合体した巨大な楯。3人が乗れるほどに大きく、専ら船として用いた。大光帝だけが楯として扱える。
黒守暴穏島の決戦後は3人の元に戻るが、分離状態も含めその後使うことは無かった。
鐘馗頑駄無＜ショウキガンダム＞（G-3ガンダム）
赤流火穏の領主。阿修羅・仁王兄弟の父。平和を愛する名君として民や家臣に慕われている。一方で平和を乱す悪には決して容赦はしない厳しい一面を併せ持つ。地獄牙兄弟の反乱により玉の中に幽閉されていた。
璽武狙撃兵＜ジムスナイパー＞（ジム・スナイパーカスタム）
赤流火穏国兵団の元鉄砲隊員。鐘馗頑駄無の危機を知り、阿修羅頑駄無らに協力する。
璽武戦闘兵＜ジムコマンド＞（ジム・コマンド）
赤流火穏国兵団の元兵士。地獄牙兄弟の裏切りを知って阿修羅頑駄無の元へ集結する。
龍・牙髄＜リ・ガズイ＞（リ・ガズィ）
鐘馗頑駄無の消えた武里守勉城に矢文を届け、阿修羅らを北西の都臨屯の街で待っていた。鐘馗の使者を自称し、阿修羅に和魂を、仁王と不知火に法力を与えた。
龍・牙髄（正体）
頑駄無大光帝に仕える光の三人衆の1人。地獄牙兄弟の反乱を鎮圧した阿修羅が黒守暴穏島へ向かうことを信じ、何処とも無く姿を消す。

#### 地獄牙反乱軍
地獄牙羅刹＜ベルガギロス＞（ベルガ・ギロス（ブラック・バンガード機））
鐘馗頑駄無の部下であったが反乱を起こして鐘馗を玉の中に幽閉し、武里守勉城を乗っ取った。野心家で知性派。目的のためには肉親すら平然と切り捨てる。
必殺技/羅刹棘燕砕、鬼神闇縛の舞
地獄牙夜叉＜ベルガダラス＞（ベルガ・ダラス）
地獄牙羅刹の弟。直情型。武力による治世・外交を進言し、鐘馗に咎められたことを不満に思っていた。
必殺技/夜叉焔蝎砕
電殴撃＜デナンゲー＞（デナン・ゲー（ブラック・バンガード機））
地獄牙兄弟の配下。警護の名目で武里守勉城に留まり、反乱の機会を伺っていた。
邪兵影鋭＜エビルエス＞（エビル・S（ブラック・バンガード機））
地獄牙一族に代々仕えてきた一族の一般兵。兄弟の反乱に従う。戦闘よりも情報収集活動を得意とする。

### 第四章

#### 光の化身
臥龍頑駄無＜ガリュウガンダム＞（νガンダム）
新慈絵丸＜ネオジェガン＞（ジェガン）
龍・牙髄＜リ・ガズイ＞（リ・ガズィ）
光の三人衆。3つの国で和魂を託す勇者を探していた、頑駄無大光帝の使者。三国の勇者を黒守暴穏島に誘い、大光帝の復活を促す。
頑駄無大光帝＜ガンダムダイコウテイ＞（ガンダムGP03）
黒守暴穏島に石像の姿で封印されていた光の化身。3つの和魂が集ったことで復活する。古の時代から頑駄無達を導いてきた光のエネルギーの象徴であり「頑駄無結晶」そのものである。
光帝鳳＜シャイニングバード＞へ変身。9人の勇者によってもたらされた3つの神器、天龍馬、最強破壊砲、光輝の楯を扱える。
武器
燐光剣/大輝主撃砲＜オーキススマッシャー＞
必殺技/輝煌滅影断
BB戦士 No.107/設定通りの武器を装備。パーツ差し替え無しで封印状態から覚醒状態に。光帝凰に変形。大輝主撃砲から弾丸を発射。地上最強編の各キットから額に3つの和魂を装着でき、天龍馬に騎乗、最強破壊砲、光輝の楯を装備可能。

#### 闇の化身
闇殺斬火射＜ヤミサザビー＞（サザビー）
闇の三人衆の1人。影舞乱夢に争乱を引き起こした黄虎璽の魂をその身に憑依させた闇の武人であり、闇大帝復活の妨げになる者を葬ってきた。天龍馬と対をなす暗黒の龍馬「怒超鬼悪」＜ドゴスギア＞(ドゴス・ギア)を操る。
闇剣振風暴＜ヤミケンプファー＞（ケンプファー）
闇の三人衆の1人。天宮に災厄をもたらした大蛇飛駆塞虫を陰で操っていた張本人であり、その能力を融合させている。最強破壊砲に匹敵する「邪悪決壊砲」＜エビルブレイクキャノン＞を持つ。
闇砕崩＜ヤミザク＞（ザクIII改）
闇の三人衆の1人。赤流火穏で反乱を起こした地獄牙兄弟の怨念をその身に宿す。重量級の体躯に敵を一撃で吹き飛ばす剛力を持つ。光輝の盾に並ぶ防御力を持つ「暗闇の盾」を持つ。
闇大帝頑駄無＜ヤミタイテイガンダム＞（ガンダムGP03）
石像の姿で黒守暴穏島に封印されていた闇の化身。各地に手先を放ち、争魂＜アラダマ＞による復活を企て、世界を暗黒に包み込もうとする。
闇帝鳳＜ダークネスバード＞に変身。闇の三人衆によってもたらされた大光帝の神器と同等の力を持つ怒超鬼悪、邪悪決壊砲、暗闇の盾を装備する。
後に「頑駄無結晶が武者達の正義を試すために、大光帝と闇大帝の姿に分離した」という設定が加わった。
さらに、『ムシャ戦記 光の変幻編』において天魔大帝の力によって復活したときには、「天魔大帝の分身であり手下である」と大帝自身が明言している。

## ゲーム版
- SDガンダム SD戦国伝3 地上最強編 - （1992年9月4日、バンダイ、ゲームボーイ）